# Freilichtbühne Hallenberg

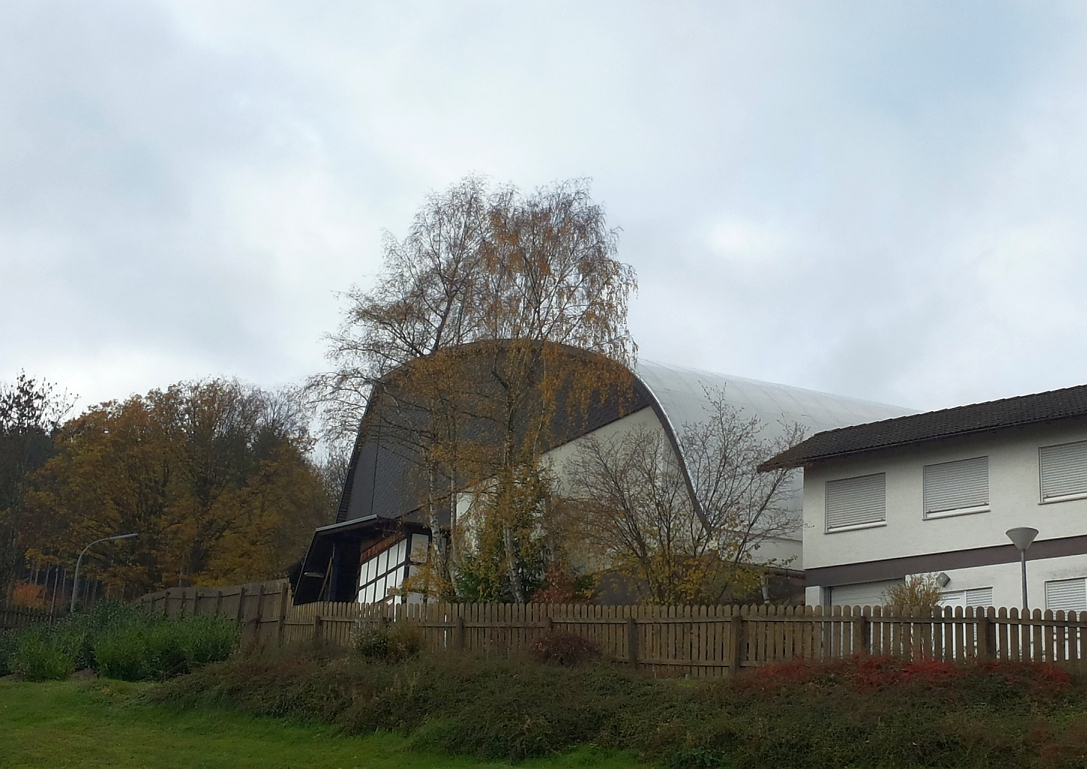
Freilichtbühne

Die Freilichtbühne Hallenberg ist eine Freilichtbühne im hochsauerländischen Hallenberg. 1946 wurde die Bühnenanlage von Ehrenamtlichen auf dem Gelände eines stillgelegten Steinbruchs im Norden Hallenbergs errichtet. In jedem Jahr inszenieren Bürger der Stadt und der Umgebung hier Amateurtheater, seit 1971 neben dem Erwachsenenstück auch eine eigene Inszenierung für Kinder. Seit 1950 finden im Zehnjahresrhythmus auf der Bühne auch Passionsspiele statt, ebenfalls von den Amateurschauspielern der Stadt dargeboten.
Heute gehört die Freilichtbühne Hallenberg zu den größten und besucherstärksten Freilichtbühnen in Nordrhein-Westfalen.

## Gründung
Im Jahre 1946 wurde in einem alten Steinbruch am Rande Hallenbergs erstmals ein Theaterstück von jungen Amateuren des örtlichen Burschenvereins zur Aufführung gebracht. Da dieses eine solche gute Resonance bekam, spielte man von nun an jedes Jahr erneut ein Theaterstück im Steinbruch.
Die Freilichtbühne Hallenberg ist Mitglied im „Verband Deutscher Freilichtbühnen (Region Nord)“ und gehört zu den Gründungsmitgliedern.

## Informationen über die Bühne

Zuschauerraum der Freilichtbühne Hallenberg

Die Bühne ist etwa 90 m breit, 15 m tief und bietet bei 12 m Höhenunterschied mehrere Spielflächen. Etwa 140 Mitwirkende bestreiten jährlich die Aufführungen. Bei einer Zuschauerkapazität von rund 1.400 Plätzen pro Aufführung besuchten bisher weit über 1 Million Zuschauer die Aufführungen der 106 Inszenierungen sowie einiger Gastspiele auf der Freilichtbühne Hallenberg seit deren Gründung (Stand: 2013). Der Zuschauerraum ist durch eine freitragende Überdachungsanlage fast vollständig geschützt. Der Eingang, der Zuschauerraum sowie die Toilettenanlagen sind auch für Rollstuhlfahrer und Behinderte geeignet. Parkplätze für Omnibusse und Pkw befinden sich in unmittelbarer Bühnennähe. Eine Gaststätte (genannt „Heimstudio“) bietet vor, während und nach den Aufführungen Bewirtungsmöglichkeiten für die Besucher.
Mit einem Zeitaufwand von fast 1000 Arbeitsstunden werden die Kulissen für die jeweiligen Inszenierungen in Eigenleistung erstellt. Dies geschieht, je nach Witterung, ab Februar / März samstags und werktags in den Abendstunden, zusätzlich zu den zahlreichen Probenterminen. Zur technischen Ausstattung gehören u. a. eine moderne, computergesteuerte Beleuchtungsanlage, eine Übertragungsanlage mit Mikroports und zahlreichen Richtmikrofonen sowie Nebel- und andere Effektmaschinen. Auch die Kostüme werden in der eigenen Schneiderei jedes Jahr neu angefertigt, oder aus dem freilichtbühneneigenen Kostümfundus entnommen. Alle Arbeiten auf der Freilichtbühne Hallenberg werden in ehrenamtlichen Tätigkeiten erledigt, von den Darstellern auf der Bühne, über den Bühnenbau und die Technik, die Kostüme, die Maske und Requisite, den Service, unsere Geschäftsstelle und Kasse etc.
Lediglich die Regie liegt seit einigen Jahren in professionellen Händen.

## Geschichte der Hallenberger Passion
In dem vom Heiligen Vater Pius XII. ausgerufenen Heiligen Jahr 1950 fasste die Freilichtbühne Hallenberg den Entschluss, die Passion aufzuführen.
Man gab sich das Versprechen, alle 10 Jahre das Spiel vom Leben und Sterben, sowie die Botschaft der Auferstehung unseres Herrn Jesus Christus aufzuführen. Bisher wurden insgesamt neun Passionen (1950, 1960, 1965, 1970, 1980, 1990, 2000, 2010, 2023) zur Aufführung gebracht. Die Hallenberger PASSION lebt vom Grundsatz, dass nur Ergriffene ergreifen können.
In jedem anderen Sommer kommen auf der Freilichtbühne Hallenberg seit 1971 ein Kinder- und ein Erwachsenenstück zur Aufführung.
Die Freilichtbühne Hallenberg ist Mitglied der Europassion, einem Zusammenschluss verschiedener Passionsspielorte in ganz Europa, sowie des Verbandes Deutscher Freilichtbühnen.